# 吳佩柔
吴佩柔（1992年1月5日—），福建省福州市人，中国内地女演员，毕业于中央戏剧学院（2008表演本科班）。

## 作品列表
- 2011年参演田有良执导的历史传奇剧《巾帼大将军》，正式进入演艺圈。
- 2012年出演史诗剧《大国船梦》。
- 2013年参演都市剧《华丽上班族》和《说好的幸福》。
- 2014年电影处女作《全城通缉》上映
- 2018年出演網絡劇《烈火如歌》
- 2020年《太古神王》
- 2023年《说好的幸福》(2013年拍攝)

## 演出作品

### 電視劇/網絡劇
| 日期           | 頻道           | 剧名                     | 角色          | 性質       | 备注       |
| -------------- | -------------- | ------------------------ | ------------- | ---------- | ---------- |
| 2013年6月19日  | 深圳都市       | 《你是我的親人》         | 吳莎莎        | 配角       |            |
| 2013年8月15日  | 東南衛視       | 《巾帼大将军》           | 潘晴          | 配角       |            |
| 2015年5月21日  | 央視八套       | 《侯天明的夢》           | 章小優        | 第二女主角 |            |
| 2017年6月21日  | 越南電視台HTV7 | 《华丽上班族》           | 琪琪          | 主演之一   |            |
| 2018年3月1日   | 優酷           | 《烈火如歌》             | 風細細        | 配角       | 網絡劇     |
| 2018年9月27日  | 芒果TV         | 《顫抖吧阿部之朵星風雲》 | YKTX-008/小八 | 其他演員   |            |
| 2019年8月26日  | 湖南衛視       | 《遇見幸福》             | 蘇茜          | 其他演員   |            |
| 2020年8月27日  | 優酷           | 《太古神王》             | 若歡          | 其他演員   |            |
| 2023年10月2日  | 愛奇藝         | 《虎鶴妖師錄》           | 牡丹          | 其他演員   | 網絡劇     |
| 2023年10月27日 | PP视频         | 《说好的幸福》           | 丁嘉琳        | 第二女主角 |            |
| 待播           |                | 《大国船梦 / 日出江南》  | 柳原真子      |            | 2012年拍攝 |

### 電影
| 日期          | 剧名         | 角色 | 备注     |
| ------------- | ------------ | ---- | -------- |
| 2014年11月6日 | 《全城通緝》 | 徐雅 | 处女作   |
| 2021年5月28日 | 《奇花記》   | 葛巾 | 網絡電影 |

## 外部連結
- 吴佩柔vianna的新浪微博
- 吳佩柔在豆瓣上的资料（简体中文）